# Fishers, Indiana
Fishers är en stad i Hamilton County i delstaten Indiana, USA med 65 382 invånare (2007).